# ここは静かなり
『ここは静かなり』（ここはしずかなり）は、白川渥の小説である。作品は1956年に『読売新聞』に連載、書籍は大日本雄弁会講談社より刊行、のちに春陽文庫より文庫本が出版された。1956年11月に松竹で映画化、1969年には吉永小百合主演により『風の中を行く』のタイトルでテレビドラマ化された。

## 内容
舞台は神戸の高台にある楠ケ丘高校。千田杉子は音楽の教師で、学校ではコーラス部も担当している。杉子とコーラス部の門馬元一、赤部晴介、神崎コヅヱらの生徒たちとの人間関係、高校生ながら妻持ちの元一の問題、また数学教師・沼田運吉と歯科医・武田とのそれぞれの関係など色々ありながら、学校と共に明るく生きていく彼女自身のその姿を描いて行く。

## 映画

### キャスト
- 千田杉子：有馬稲子
- 武田（歯科医）：渡辺文雄
- 武田昭子：小山明子
- 沼田運吉：大木実
- 沼田の母：浦辺粂子
- 門馬元一：田浦正巳
- 門馬ミヱ：中川弘子
- 赤部晴介：清川新吾
- 晴介の母：野辺かほる
- 神崎コヅヱ：野添ひとみ
- コヅヱの母：東山千栄子
- 山田和子：森道子
- 富田：中山大介
- 階堂優子：杉田弘子
- 階堂舜二郎：菅佐原英一
- 階堂月子：市川恵美
- 階堂の母：吉川満子
- 塩屋一作（鼓の師匠）：佐竹明夫
- 熊井女史：文野朋子
- 校長：明石潮

### スタッフ
- 原作：白川渥
- 監督：野村芳太郎
- 脚本：椎名利夫、野村芳太郎
- 企画：保住一之助
- 音楽：木下忠司
- 撮影：井上晴二
- 美術：熊谷正雄
- 録音：栗田周十郎
- 照明：小泉喜代司
- 製作・配給：松竹

## テレビドラマ
『風の中を行く』（かぜのなかをゆく）のタイトルで、1969年2月10日から同年5月5日まで、日本テレビ系列にて放映。